# Vịnh Cenderawasih
Vịnh Cenderawasih (tiếng Indonesia: Teluk Cenderawasih, vịnh Chim Thiên đường), còn gọi là vịnh Sarera (Teluk Sarera), tên cũ vịnh Geelvink (tiếng Hà Lan: Geelvinkbaai), là một vịnh lớn ở bắc tỉnh Papua và Tây Papua, New Guinea, Indonesia.

## Địa lý
Vịnh Cenderawasih là một vịnh lớn, nằm phía tây bắc tỉnh Papua và đông tỉnh Tây Papua, nằm giữa bán đảo Bird's Head và cửa sông Mamberamo.
Vịnh rộng hơn 300 km. Đường bờ biển từ Manokwari, mé tây bắc vịnh, đến Cape d'Urville ở cửa sông Mamberamo dài hơn 700 km.  Về phía nam, bán đảo Wandammen đâm sâu vào vịnh. Những địa điểm dọc bờ vịnh nổi bật là Manokwari, Ransiki, Wasior và Nabire.
Sông Wamma, sông Tabai, sông Warenai, và sông Wapoga River đổ vào vịnh.

## Lịch sử

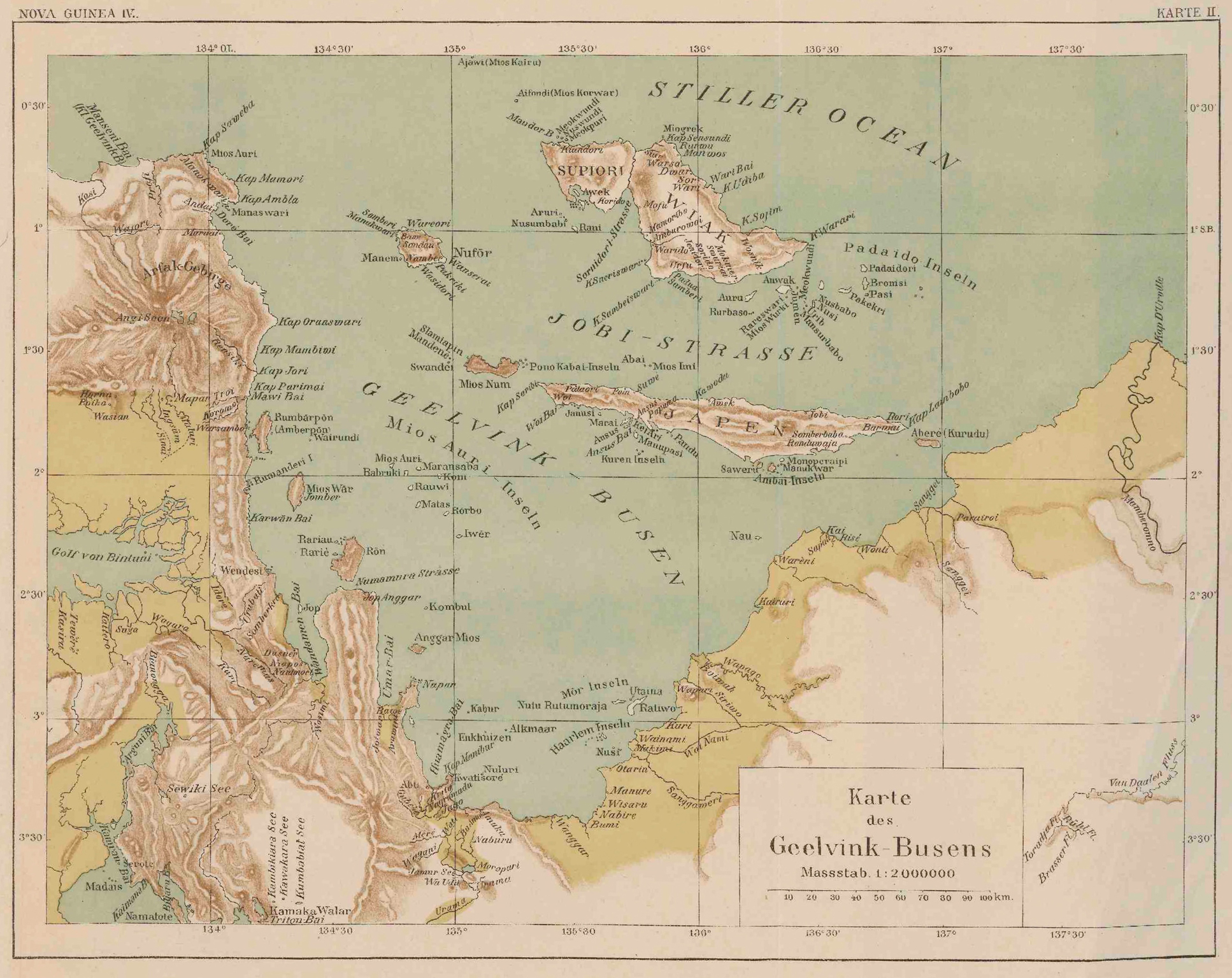
Bản đổ vịnh Cenderawasih, kết quả chuyến viễn chinh Bắc New Guinea (1903)

Tên tiếng Hà Lan được đặt theo chiếc frigate De Geelvink mà trên nó Jacob Weyland giong buồm ngang vịnh năm 1705. Chiếc frigate này được đặt theo họ gia đình Geelvinck.

## Vườn quốc gia hải dương

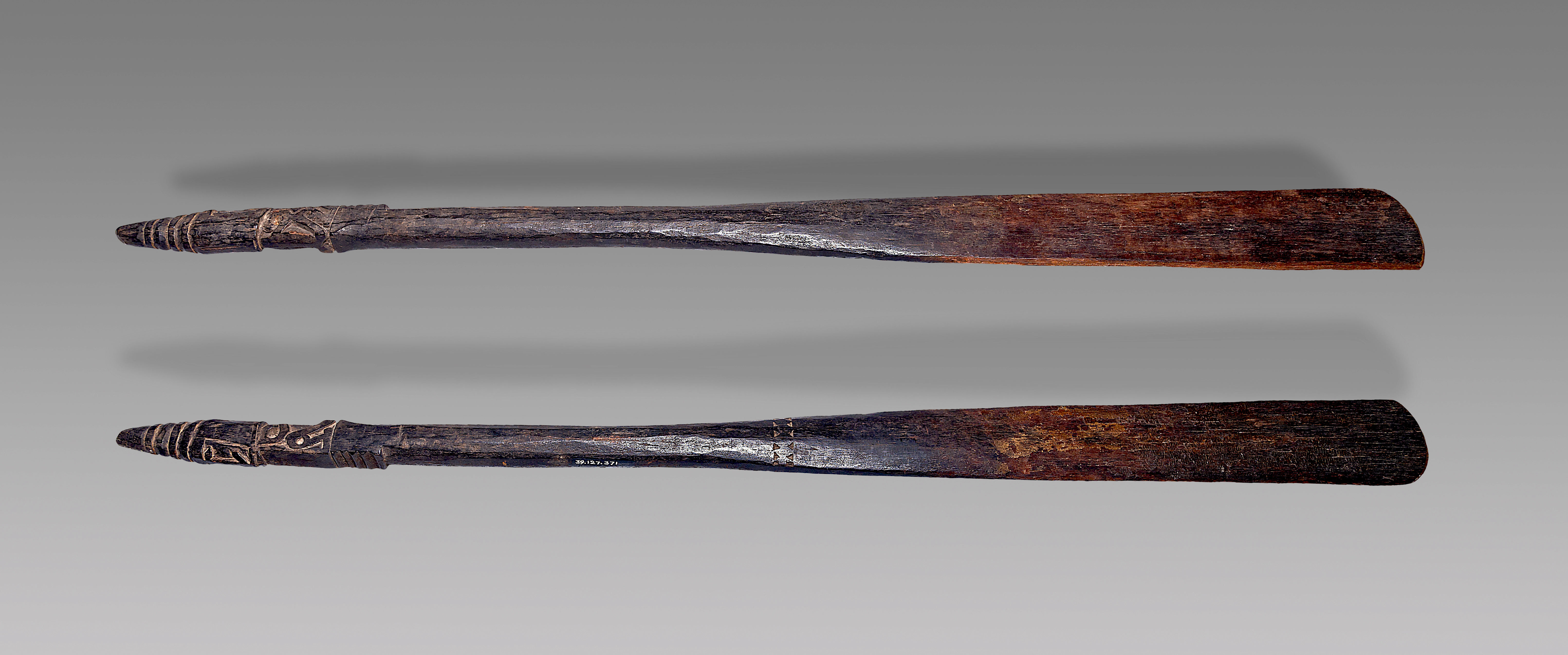
Dao gỗ từ vùng vịnh Cenderawasih, Muséum de Toulouse.

Một phần diện tích vịnh được quy định là nằm trong vườn quốc gia rộng 1,5 triệu ha (vườn quốc gia Teluk Cenderawasih), là khu bảo tồn rộng nhất Đông Nam Á, vào năm 2002.

## Đảo

### Tỉnh Tây Papua
- Quần đảo Auri (Kepulauan Auri)
- Meos Waar
- Rumberpon
- Đảo Roon
- Meos Angra

### Tỉnh Papua
- Quần đảo Biak (còn gọi là quần đảo Schouten):
  - Biak
  - Quần đảo Padaido (Kepulauan Padaido)
  - Numfor
  - Supiori
- Quần đảo Yapen
  - Yapen
  - Mios Num
  - Kaipuri
  - Quần đảo Ambai (Kepulauan Ambai)
  - Quần đảo Kuran (Kepulauan Kuran)
- Quần đảo Moor (Kepulauan Moor)